# Józef Stępień
Józef Stępień – polski śpiewak operowy (tenor), solista bydgoskiej Opery w latach 1979-1983, a także Teatru Wielkiego w Łodzi i Warszawie.

## Życiorys
Ukończył Średnią Szkołę Muzyczną w Częstochowie (1976) - Wydział Wokalny u prof. Edwarda Makosza i prof. Anny Porwik-Pniok. W sezonie 1976/77 pracował jako chórzysta w Teatrze Wielkim w Łodzi. Już wtedy powierzano mu mniejsze partie solowe - takie jak: Góral w „Halce” S. Moniuszki i Posłaniec w „Aidzie” G. Verdiego. W 1978 śpiewał w chórze Filharmonii Śląskiej w Katowicach.
W 1979 został zaangażowany do Opery i Operetki bydgoskiej. Spędził w Bydgoszczy cztery sezony (1979-1983), ale zdążył zaśpiewać w tym czasie szereg czołowych partii tenorowych. Zaśpiewał m.in. Don Basilia w „Weselu Figara” W.A. Mozarta (1979) i Leńskiego w „Eugeniuszu Onieginie” P. Czajkowskiego oraz Jontka w „Strasznym dworze” S. Moniuszki, która to partia była jego „daniem firmowym”. Występował w premierze „Madame Butterfly” G. Pucciniego (1981) i „Zemście nietoperza” J. Straussa (1982). W czasie pobytu w Bydgoszczy brał udział w wielu koncertach estradowych i rocznicowych akademiach. Grał również na organach, mając ku temu solidne, wyniesione z młodzieńczych lat, przygotowanie.
Jeszcze w czasie występowania w bydgoskiej operze zapraszany bywał do innych teatrów muzycznych - m.in. do Teatru Wielkiego w Warszawie. Opera Narodowa zaangażowała go w na tzw. pełny etat w 1983 r. Jako członek zespołu Roberta Satanowskiego zaśpiewał Dymitra Samozwańca w „Borysie Godunowie” M Musorgskiego, a także Tamburmajora w inscenizacji opery A. Berga „Wozzeck". 
W latach 1988–1990 występował wielokrotnie na gościnnych występach w Bydgoszczy, śpiewając popisowe partie moniuszkowskie - Jontka w „Halce” i Stefana w „Strasznym dworze”. Występował na uroczystej gali operowej z okazji 40-lecia bydgoskiej opery (1996) w towarzystwie takich artystów jak: Barbara Zagórzanka, Katarzyna Rymarczyk i Józef Skulski.